# Església i Monestir de Nostra Senyora de Monte Serrat
L'església i monestir de Nostra Senyora de Monte Serrat (portuguès: Igreja e Mosteiro de Nossa Senhora do Monte Serrat) és una església i monestir catòlic romà del segle xvi, de la ciutat brasilera de Salvador, estat de Bahia. L'església i el monestir estan dedicats a la Mare de Déu de Montserrat i pertanyen a l'arxidiòcesi de São Salvador da Bahia. Es troba a menys de 200 m del Fort de Monte Serrat, a l'extrem de la península d'Itapagipe. La capella està envoltada d'aigua pels tres costats i s'hi accedeix per una carrer estret.
Es discuteix la data de construcció de l'estructura; que ha sofert nombroses alteracions d'ençà. L'església va ser construïda pels espanyols o pel grup que va construir la Casa de la Torre Garcia d'Ávila. El seu disseny, juntament amb el de nombroses capelles rurals de Bahia, s'atribueix a l'arquitecte italià Baccio da Filicaia (1565-1628). L'interior de l'església estava revestit íntegrament de taulells del segle xvi; però ja només resta una única tira de rajoles. L'església va ser catalogada com a edifici històric per l'Institut Nacional del Patrimoni Històric i Artístic el 1958. Aquesta i la capella de la Mare de Déu de l'Escala són les úniques capelles d'aquella època que romanen a Salvador.

## Història
El Fort i Església de Nostra Senyora de Monte Serrat es troben en una ubicació estratègica al nord del centre històric de Salvador, amb vistes a la badia de Todos os Santos. El lloc, originalment anomenat Traripe, estava protegit naturalment per terra per la petita línia de turons de la península d'Itapagipe. A més, la seva petita cala té aigües més tranquil·les que la badia. La península d'Itapagipe també tenia diverses cascades que proporcionaven aigua dolça i turons rics en fusta.
Segons els registres de l'arxiu de l'Església i Monestir de Sant Benet (portuguès: Igreja e Mosteiro de São Bento), Tomé de Sousa (1503-1579), el primer governador general del Brasil colonial, donà terres als benedictins prop del Fort per construir-hi una capella. Un document que data de 1722 afirma que el Santuari de Nostra Senyora de Monte Serrat va ser fundat per sacerdots espanyols sota les ordres de Garcia Dias de Ávila, fill de Tomé de Sousa. Aquests pares van dedicar la capella a la patrona de Catalunya. Una pintura de São Pedro Arrependido, d'Eusebio de Matos (1629-1692), va estar situada a la capella fins al 1940.

## Estatus protegit
L'Església i el Monestir de Nostra Senyora de Monte Serrat van ser catalogats com a estructura històrica per l' Institut Nacional del Patrimoni Històric i Artístic l'any 1958. Tant l'estructura com el seu contingut es van incloure a la directiva IPHAN amb el número d'inscripció 79. L'església està oberta al públic i es pot visitar.